# 파묻힌 거인
《파묻힌 거인》(영어: The Buried Giant)은 가즈오 이시구로의 2015년 장편 판타지 소설이다. 망각의 안개가 내린 고대 잉글랜드의 평원을 무대로 잃어버린 기억을 찾아 나선 사람들의 이야기를 다룬다. 배경은 어느 정도 《반지의 제왕》의 설정을 차용했다고 인식된다. 대한민국에는 시공사에서 하윤숙 번역으로 출간되었다.